# 北城区街道 (定州市)
北城区街道，是中华人民共和国河北省保定市定州市下辖的一个乡镇级行政单位。

## 行政区划
北城区街道下辖以下地区：
文庙街社区、大道观街社区、刀枪街社区、东门街社区、东大街社区、新立街社区、北门街社区、东关社区、定州监狱社区、水文队社区、宝塔花园社区、东里元村、高头村、西里元村、总司屯村、清水河村、唐城村、南庄子社区村和北庄子社区村。